# Мальчевская (Ростовская область)
Мальче́вская — станица (ранее — слобода) в Миллеровском районе Ростовской области. Административный центр Мальчевского сельского поселения.

## География

### Улицы
| - 20 лет Октября - 40 лет Октября - Адаменко - Вокзальная - Гагарина - Голдобина - Готальского - Дружбы - Железнодорожная - Калинина - Киевская | - Кирова - Колхозная - Ленина - Ленинградская 1-я - Ленинградская 2-я - Лермонтова - Лесная - Луначарского - М. Горького - Медицинская 1-я - Медицинская 2-я | - Мира - Молодёжная - Московская - Октябрьская - Первомайская - Песчаная - Петрова - Победы - Пушкина - Радиальная - Резервуарная | - Садовая - Совхозная - Социалистическая - Степная - Чапаева - Чехова - Шевченко - Шолохова |

## История
Станция Мальчевская была образована в результате строительства железной дороги «Воронеж — Ростов» в 1869—1871 годах как одна из остановочных станций. Своё название она получила по фамилии помещика Ивана Петровича Мальчевского и его брата подпоручика Андрея Петровича Мальчевского, спроектировавшего саму станцию. Комплекс зданий для железнодорожной станции состоял из вокзала, багажного отделения и небольшого двухэтажного здания для персонала. Некоторые из этих строений сохранились до сих пор. Основным населением станции Мальчевской стали выходцы из Харьковской, Полтавской и Воронежской губерний.
Поселение активно развивалось, особенно в торгово-экономическом плане. Так как большинство населения занималось торговлей, то станции понадобился сельскохозяйственный рынок, что привело к привлечению таких крупных предпринимателей и меценатов как братья Ковалевы, Н. И. Батырев, братья Янцен, В. С. Пороло, сыгравших значительную роль в развитии Мальчевской.
После отмены крепостного права часть земель помещика Мальчевского И. П. была продана крестьянам, часть сдана в аренду, а часть распродана. Земля, находившаяся в то время под строительством железной дороги и будущей станции, принадлежала уже австрийскому подданому Иосифу Иосифовичу Хмелику. Затем, при строительстве поселения, перешла в собственность к почётному гражданину Николаю Ивановичу Батыреву, а у него уже была куплена другими собственниками.
В 1934—1965 годах станица Мальчевская была административным центром Мальчевского района Ростовской области.
В Мальчевской родились Герои Советского Союза — Максим Гаврилович Скляров (1914—1958) и Георгий Васильевич Славгородский (1914—1945), а также журналист Николай Павлович Кривомазов (1947—2012).

## Достопримечательности
На территории станицы Мальчевской сохранилось несколько значимых исторических объектов:
- Дом Тренёва по улице Петрова. Здание было построено отцом известного русского писателя для своих дочерей, которые преподавали в местной церковно-приходской школе. В советское время дом был расквартирован под нужды специалистов колхоза, в годы Великой Отечественной войны здесь располагалось немецкая комендатура, а жильцы были выселены в подвал. В настоящее время дом жилой, принадлежит двум семьям.
- Дом по ул. Луначарского был построен вначале XX века предпринимателем Батыревым Николаем Ивановичем как гостиный дом для приезжающих на рынок крестьян. После революции в здании располагалась МТС (машинно-тракторный станция), а во время оккупации содержались пленные красноармейцы. Осенью 1942 года здесь были расстреляны и захоронены 15 советских солдат. Позднее дом стал жилым и разделён на 5 квартир.
- Склад предпринимателей Ковалёвых был построен в 1910 году во время строительства маслозавода по переработке семян подсолнечника. После войны склад был преобразован в кинотеатр, а потом передан школе под спортзал. В настоящее время склад принадлежит учебно-производственному комбинату.
- Дом по ул. Ленина возведён в конце XIX века как усадьба для семьи мецената Батырева. Изначально он был двухэтажный. После революции здесь располагалось здание почты, затем магазин, а на втором этаже учительские квартиры. Затем дом был реконструирован и второй этаж снят. В настоящее время дом жилой.
- Дом пор ул. Железнодорожная построен братьями Ковалёвыми в дореволюционное время и использовался как коптильный цех. В советское время использовался как радиоузел и телефонная станция. Сейчас это жилой дом.
- Здание по ул. Железнодорожной, построенное Ковалёвыми как трактир для крестьян, приезжающих на местный рынок. В советское время здесь находился госбанк Мальчевского района. Во время оккупации сейфы, которые пытались перевезти в Ростов, были уничтожены в районе слободы Терновой. После войны в здании располагался детский сад. Сейчас используется как склад.
- Братская могила советских воинов, погибших в боях при освобождении станицы Мальчевская в декабре 1942 года. Всего здесь было захоронено 106 человек. В ограде находится памятник «Клятва товарищей», установленный в 1958 году. Перед памятником две могилы: Дмитрия Васильевича Готальского — летчика истребителя 106-го ГВИА полка, погибшего 28 декабря 1942 г. и Ф. М. Галдобина — сотрудника Мальчевской милиции, погибшего при исполнении служебных обязанностей в 1962 году[2].

## Население
| Численность населения, чел. | Численность населения, чел. | Численность населения, чел. | Численность населения, чел. | Численность населения, чел. | Численность населения, чел. |
| 1959                        | 1970                        | 1979                        | 1989                        | 2002                        | 2010                        |
| --------------------------- | --------------------------- | --------------------------- | --------------------------- | --------------------------- | --------------------------- |
| 2 824                       | −                           | −                           | −                           | 3 928                       | 3 431                       |